# Kerestir
Kerestir – chasydzka dynastia, którą założył rebe Yeshayah Steiner. Kerestir jest nazwą węgierskiego miasta Bodrogkeresztur w języku jidysz.

## Przywódcy dynastii Kerestir
- Rebe Yeshayah Steiner (zm. 1925)
  - Rebe Awrohom Steiner (zm. 1927) - syn rebego Yeshai
    - Rebe Meir Josef Rubin z Kerestir - zięć rebego Awrohoma
    - Rebe Naftoli Gross z Debreczyna - zięć rebego Awrohoma
      - Rebe Rafael Gross (1928-2007) - rebe dynastii Kerestir z Miami Beach, Floryda, syn rebego Naftoliego
      - Rebbe Yeshaya Gross - obecny rebe Kerestir-Berbesht z Williamsburga na Brooklynie, syn rebego Naftoliego

  - Rabi Reuwen Chaim Klein, zięć rebego Yeshai
  - Rabbi Jisroel Awrohom Alter Landa, zięć rebego Yeshai